# Pseudoarcte albicollis
Pseudoarcte albicollis là một loài bướm đêm trong họ Noctuidae.